# Kommunikationsmanager
Kommunikationsmanager oder Public-Relations-Manager (PR-Manager), auch: Kommunikationsverantwortlicher, Kommunikationsbeauftragter oder Kommunikator, ist eine mit dem Management (Planung, Durchführung und Kontrolle) der strategischen Kommunikation zwischen Organisationen (Unternehmen, Verbände, Behörden, NGOs etc.) und ihren jeweiligen Stakeholdern betraute Person.
Typische Berufsbezeichnungen für Kommunikationsmanager sind – je nach Rang und Leitungsgrad – Communications Manager, Communications Director bzw. Kommunikationsdirektor,  Vice President (Corporate) Communications und Chief Communications Officer (CCO). Die Tätigkeit ist nicht gleichzusetzen mit der des Pressesprechers, der nur die Kommunikation gegenüber Medien verantwortet. Der Bereich Presse- und Medienarbeit macht jedoch in Deutschland den größten Arbeitsbereich von Kommunikationsmanagern aus, gefolgt von Interner Kommunikation und Marketing-Kommunikation.

## Arbeitsfelder
Kommunikationsmanager arbeiten in Wirtschaftsunternehmen, Regierungsorganisationen/Behörden, Nichtregierungsorganisationen (Verbänden, Vereinen, NGOs),  wissenschaftlichen Institutionen, Parteien und weiteren Organisationen. Laut der Berufsfeldstudie Kommunikationsmanagement 2018 des Bundesverbands der Kommunikatoren mit der Quadriga Hochschule Berlin und der Universität Leipzig, ist das Kommunikationsmanagement im Großteil der Organisationen in einer zentralen Organisationseinheit direkt unterhalb der Organisationsleitung aufgehängt.
Zu den typischen Aufgabenbereichen von Kommunikationsmanagern gehört die Verantwortung folgender Kommunikationsdisziplinen:
- Presse- und Medienarbeit
- Interne Kommunikation
- Marketing-Kommunikation
- Public Affairs (Interessenvertretung und Lobbying)
- Vertriebskommunikation
- Investor Relations

Zu den typischen Gegenständen der Tätigkeit gehören:
- die Gesamtleitung der strategischen Kommunikation
- die Evaluation der Kommunikation und Erfolgsmessung (Kommunikations-Controlling)
- die Markenkommunikation
- interne Beratung und Training
- CSR-Kommunikation

## Berufsverbände
- European Association of Communication Directors (EACD), der Berufsverband für leitende Kommunikationsmanager (Kommunikationsdirektoren) in Unternehmen mit Hauptsitz in Brüssel
- Bundesverband der Kommunikatoren (BdKom), ein Berufsverband für Kommunikationsmanager, insbesondere Pressesprecher, in Deutschland mit Sitz in Berlin
- Deutsche Public Relations Gesellschaft (DPRG), ein Berufsverband für Kommunikationsmanager und -berater in Deutschland mit Sitz in Berlin
- Public Relations Verband Austria (PRVA), ein Berufsverband für Kommunikationsmanager und -berater in Österreich mit Sitz in Wien

## Beispiele
Prominente Beispiele für Kommunikationsmanager mit hochrangiger Funktion sind:
- der jeweils amtierende Kommunikationsdirektor des Weißen Hauses
- der jeweils amtierende Downing Street Director of Communications beim Premierminister des Vereinigten Königreichs

Weitere sind:
- Beauftragter für Öffentlichkeitsarbeit beim Technischen Hilfswerk

## Fachzeitschriften
- Kommunikationsmanager (Herausgeber: F.A.Z.-Institut[3])
- Communication Director (Herausgeber: EACD[4])

## Belege
1. ↑  Ansgar Zerfaß, Lisa Dühring (2014): Kommunikationsmanagement als Profession: Strukturen, Handlungsfelder, empirische Befunde. In: Zerfaß, Ansgar, Piwinger, Manfred (Hrsg.): Handbuch Unternehmenskommunikation. Strategie - Management – Wertschöpfung, S. 163–189.
2. 1 2 3 4  Günter Bentele, René Seidenglanz, Ronny Fechner (2008): Kommunikationsmanagement 2018. Vermessung eines Berufsstands Online: PDF.
3. ↑  F.A.Z.-Institut: Website des Fachmagazins "Kommunikationsmanager'.
4. ↑  EACD: Communication Director Magazine